# Cyrtandra didissandriformis
Cyrtandra didissandriformis är en tvåhjärtbladig växtart som beskrevs av Elmer Drew Merrill. Cyrtandra didissandriformis ingår i släktet Cyrtandra och familjen Gesneriaceae. Inga underarter finns listade i Catalogue of Life.